# Отавіу Делла
Отавіу Делла (порт. Otávio Della; нар. 22 червня 1969) — колишній бразильський тенісист.
Найвищу одиночну позицію світового рейтингу — 299 місце досяг 5 березня 1990, парну — 125 місце — 26 вересня 1994 року.

## Титули на челленджерах

### Парний розряд: (5)
| Ранг | Рік  | Турнір                        | Покриття | Партнер         | Суперники                       | Рахунок       |
| ---- | ---- | ----------------------------- | -------- | --------------- | ------------------------------- | ------------- |
| 1.   | 1993 | Котія (Сан-Паулу), Бразилія   | Тверде   | Марселу Саліола | Даніло Марселіно Франсіско Ройг | 6–2, 6–7, 6–3 |
| 2.   | 1993 | Сан-Луїс (Бразилія), Бразилія | Тверде   | Марселу Саліола | Луїс Маттар Жайме Онсінс        | 6–7, 6–3, 7–6 |
| 3.   | 1994 | Сан-Паулу, Бразилія           | Ґрунт    | Марселу Саліола | Нелсон Аертс Даніло Марселіно   | 6–4, 6–2      |
| 4.   | 1994 | Форталеза, Бразилія           | Тверде   | Марселу Саліола | Білл Барбер Іван Бейрон         | W/O           |
| 5.   | 1994 | Натал, Бразилія               | Ґрунт    | Марселу Саліола | Гастон Етліс Рікардо Мена       | 6–4, 6–3      |